# Proceso a Jesús
Proceso a Jesús és una pel·lícula dramàtica espanyola dirigida per José Luis Sáenz de Heredia, amb un guió escrit per Julián Cortés Cavanillas i José María Sánchez-Silva y García-Morales basat en la peça de teatre de Diego Fabbri. Fou rodada a la Sinagoga del Trànsit a Toledo.

## Sinopsi
Un grup d'actors afeccionats sefardites interpreten el "Procés a Jesús" en un antic temple i davant un públic desconcertat. El que pretenen és esbrinar si la condemna de Crist va estar justificada o no, ja que no es resignen a acceptar que la història consideri culpable al poble jueu de la mort del Messies.

## Repartiment
- Andrés Mejuto		...	Sr. Doreni
- Alfredo Mayo	...	Profesor Bellido
- Lilí Murati	...	Rebeca
- Diana Lorys 	...	Intèrpret de Maria Magdalena
- Ángel del Pozo	 	...	Ismael
- María Cuadra 	...	Intèrpret de Maria
- Manuel Torremocha ...	Llàtzer
- Mònica Randall	 	...	Sara
- José María Rodero 	...	David
- Fernando Hilbeck 	...	Intèrpret de Tomàs
- José María Caffarel	...	Intèrpret de Ponç Pilat
- Tomás Blanco 	...	Intèrpret de Caifàs
- Agustín González	 	...	Intèrpret de Pere
- Miguel del Castillo 	...	Comissari
- Armando Calvo	...	Espectador
- Julia Gutiérrez Caba	...	Espectadora

## Premis
La pel·lícula va obtenir el primer premi als Premis del Sindicat Nacional de l'Espectacle de 1973.